# Annette Werner

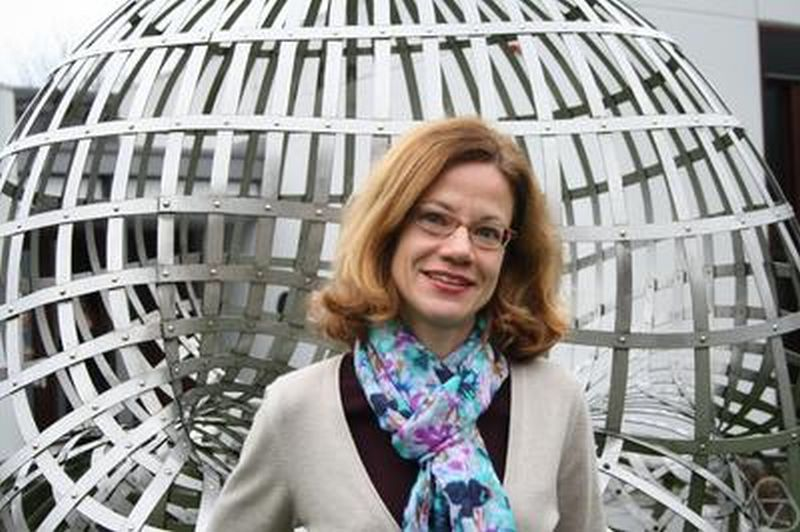
Annette Werner, Oberwolfach 2012

Annette Werner (* 1966) ist eine deutsche Mathematikerin, die sich mit arithmetischer Geometrie befasst.
Annette Werner wurde 1995 an der Universität Münster bei Christopher Deninger promoviert (Local heights on uniformized abelian varieties and on Mumford curves). Sie war Assistentin in Münster, wo sie sich 2000 habilitierte. 2004 wurde sie Professorin an der Universität Siegen und im selben Jahr bis 2007 an der Universität Stuttgart und ist seitdem Professorin an der Universität Frankfurt.
Sie befasste sich mit Varietäten über p-adischen Körpern, unter anderem Arakelov-Theorie, Abelschen Varietäten, Vektorbündeln über p-adischen Kurven, Berkovich-Räumen und Bruhat-Tits-Gebäuden.
2003/4 war sie Heisenberg-Stipendiatin. Sie ist Mitherausgeberin der Zeitschrift Archiv der Mathematik.
2010 hielt sie die Emmy Noether Lecture der Deutschen Mathematiker-Vereinigung. Von Oktober bis Dezember 2023 war sie am Institute of Advanced Study in Princeton.

## Schriften
- Elliptische Kurven in der Kryptographie. Springer Verlag, 2002, ISBN 3-540-42518-7.
- Ein Ausflug in die p-adische Welt. In: Annette Werner, Katrin Wendland (Hrsg.): Facettenreiche Mathematik. Vieweg+Teubner, 2011, ISBN 978-3-8348-1414-2, S. 433ff.
- mit Christopher Deninger: Vector bundles on p-adic curves and parallel transport. In: Ann. Scient. de l'Ecole Norm. Sup., Band 38, 2005, S. 553–597.
- mit Christopher Deninger: Vector bundles on p-adic curves and parallel transport II. In: I. Nakamura, L. Weng (Hrsg.): Algebraic and Arithmetic Structures of Moduli Spaces. (Sapporo 2007). (= Advanced Studies in Pure Mathematics. 58). Math. Soc. of Japan, 2010, ISBN 978-4-931469-59-4, S. 1–26.
- Compactifications of Bruhat-Tits buildings associated to linear representations. In: Proc. London Math. Soc. 95, 2007, S. 497–518.
- mit B. Rémy und A. Thuillier: Bruhat-Tits Theory from Berkovich's Point of View. I – Realizations and Compactifications of Buildings. In: Ann. Sci. Ec. Norm. Sup. 43, 2010, S. 461–554.